# Ноэль-Кемпфф-Меркадо (национальный парк)
Национальный парк Ноэль-Кемпфф-Меркадо находится в провинции Хосе-Мигель-де-Веласко департамента Санта-Крус в восточной части Боливии на границе с Бразилией. Территория парка составляет 15 838 км², что делает его одним из крупнейших парков во всём бассейне Амазонки. В 2000 году парк был внесён в список Всемирного наследия ЮНЕСКО.

## Описание
- Местоположение. Парк расположен на расстоянии 600 км к северо-востоку от города Санта-Крус-де-ла-Сьерра в провинции Хосе-Мигель-де-Веласко и граничит с бразильскими штатами Рондония и Мату-Гросу.
- Площадь: 15 234 км²
- Диапазон высот: от 200 до 750 метров.
- Климат: тёплый влажный тропический со среднегодовым количество осадков 1500 мм[2].
- Геология: плато Капару образовано породами песчаника и кварцита времён докембрия. Оно характеризуется холмистыми равнинами, отвесными скалами, долинами и склонами. Считается, что плато было сформировано из-за последовательных циклов эрозии около 20 миллионов лет назад.